# Шамиссо, Адельберт фон
Адельбе́рт фон Шами́ссо (нем. Adelbert von Chamisso, фр. Louis Charles Adélaïde de Chamissot de Boncourt; 1781—1838) — немецкий писатель, поэт и естествоиспытатель (ботаник и зоолог). Систематик высших растений, коллектор, флорист.
Полное французское имя на русском языке — Луи-Шарль-Аделаид де Шамиссо де Бонкур, или Людовик-Шарль-Аделаид де Шамиссо.

## Биография
Происходил из лотарингских дворян, его отец вместе со всей семьёй эмигрировал в Германию во время Французской революции, лишившей его всего имущества.
В 1796 году молодой Шамиссо получил звание пажа прусской принцессы Луизы. Окончив курс в гимназии в Берлине, поступил на прусскую военную службу (1801—1806). В 1801 году его родители, братья и сёстры вернулись во Францию, но сам Шамиссо остался в Пруссии, хотя и не без колебаний. К военной службе у него не было никакой склонности; он интересовался литературой и естествознанием, преимущественно ботаникой.
В 1803 году Шамиссо написал в стихах довольно ходульный драматический отрывок «Faust», который напечатал в изданном им вместе с Фарнхагеном фон Энзе, Гитцигом и другими «Musenalmanach auf das Jahr 1804» (Лейпциг; в следующие годы появились ещё два тома «Musenalmanach», в Берлине, причём к редакционному кружку присоединился Фридрих де ла Мотт Фуке).
В 1806 году Шамиссо находился в городе Гамельн (на Везере), капитулировавшим перед французами. Возмущённый постыдной сдачей, Шамиссо оставил военную службу и после двухлетних странствований по Германии и Франции получил место учителя гимназии в городе Наполеонвиль (в Вандее); через два года он потерял это место. В 1810 году отправился в Париж, где познакомился с А. В. Шлегелем и госпожой де Сталь, у которой провёл лето 1811 году в Коппе, на Женевском озере; здесь Шамиссо усердно изучал естественные науки и языки. Помимо этого у него в это время был роман с немецкой писательницей Хельминой Кристиной фон Шези.
Вернувшись в Берлин, он записался студентом медицины в университет, продолжая изучать ботанику и зоологию. Вместе с тем он печатал свои лирические стихотворения, вызывавшие к нему интерес публики. В 1813 году он написал романтическую фантастическую повесть «Удивительная история Петера Шлемиля» («Peter Schlemihls wundersame Geschichte»), в которой герой за богатство продал свою тень, а затем ищет её по всему свету, находя нравственное успокоение только в научной работе. Повесть эта была написана как раз в то время, когда война немцев с французами заставляла его особенно болезненно чувствовать нравственную невозможность примкнуть к той или другой стороне. Она создала Шамиссо весьма значительную известность.
В 1815 году Шамиссо получил приглашение отправиться в качестве естествоиспытателя в кругосветное плавание на бриге «Рюрик», снаряжённом графом Н. П. Румянцевым, под командой русского капитана О. Е. Коцебу. Шамиссо принял предложение и в течение трёх лет (1815—1818) объездил некоторые африканские острова, Южную Америку, часть Сибири, потом Северную Америку, Полинезию, Капландию. Коцебу ставил всевозможные препятствия его научным изысканиям, но позднее в описание своего путешествия он включил отрывки только из его работ.
В полном виде «Reise um die Welt» («Путешествие вокруг света», 1834—36; в двух частях: I: «Tagebuch», II: «Bemerkungen und Ansichten», где собраны его наблюдения ботанические, зоологические, а также лингвистические — о гавайском языке и других) появилась лишь в 1836 году (в собрании его сочинений).
По возвращении в Берлин, в 1818 году, Шамиссо получил степень почётного доктора философии и место кустоса (хранителя) берлинского ботанического сада. В 1835 году он был избран членом Берлинской академии наук.
С 1831 года он вместе с Густавом Швабом, а затем с фон Гауди издавал «Deutscher Musenalmanach», в котором появлялись его стихотворения, оригинальные и переводные (Шамиссо в совершенстве владел очень многими языками). Принадлежа до начала 1830-х годов к романтической школе, он, однако, пользовался уважением и молодой Германии, и Гейне, осмеивая романтиков, выделял из них Шамиссо: последний, в свою очередь, был в Германии одним из первых, оценивших Гейне по достоинству, как только он начал издаваться. В 1836 году Шамиссо в своём «Musenalmanach» поместил портрет Гейне, что вызвало против него бурю негодования и поссорило его с Швабом и некоторыми другими романтиками.
В 1837 году умерла жена Шамиссо Антония (приёмная дочь Юлиуса Эдуарда Гитцига). Шамиссо оставил ботанический сад и вскоре умер.

## Оценка научной деятельности
Как естествоиспытатель Шамиссо известен своими наблюдениями над размножением сальп (отряда оболочников): в 1819 он открыл интересное биологическое явление, известное под названием смены или чередования поколений (метагенез; одиночные сальпы путём почкования образуют колонии молодых сальп, отделяющихся от тела матери и размножающихся половым путём, с образованием одиночных сальп).

### Естественнонаучные печатные труды
К области естественных наук и этнографии относятся следующие сочинения Шамиссо:
- «De animalibus quibusdam e classe vermium Linnaei» (Берлин, 1819)
- «Reise um die Welt in den Jahren 1815—18, Tagebuch»
- «Bemerkungen und Ansichten auf einer Entdeckungsreise unter Kotzebue» (составляющее 3-й т. «Entdeckungsreise» Коцебу, Веймар, 1821)
- «Uebersicht der nutzbarsten und schadlichsten Gewachse, welche, wild oder angebaut, in Norddeutschland vorkommen» (Берлин, 1827)
- «Ueber die Hawaiische Sprache» (Берлин, 1837)

### Растения, описанные Шамиссо
Им были описаны около 80 родов растений, например род Эшшольция (Eschscholtzia Cham.) семейства Маковые (Papaveraceae) и множество видов.

## Творчество

### Повесть «Необычайная история Петера Шлемиля» (1814)
Наиболее известное художественное произведение Шамиссо — повесть «Необычайная история Петера Шлемиля» (1814, русский перевод 1841). В рассказе о человеке, потерявшем свою тень, автор вскрывает психологическую ситуацию своего современника, искушаемого богатством, опасность утраты личности.

### Поэзия
Как лирик Шамиссо занимает одно из первых мест в немецкой литературе. Все его стихотворения дышат любовью к свободе, несколько неопределённой и романтической, сочувствием к бедным и угнетённым («Die alte Waschfrau» и «Das zweite Lied von der alten Waschfrau»: русский перевод «Старая прачка» и «Песнь о старой работнице» в «Деле», 1870, № 1 и 12), мягкостью и нежностью тона, особенно в стихотворениях: «Frauenliebe und Leben».
Лирике Шамиссо присущи известный демократизм, интерес к социальной проблематике — переводы и подражания П. Ж. Беранже, поэма «Изгнанники» (1831). Цикл «Любовь и жизнь женщины» (1830) положен на музыку Р. Шуманом (1840).
Стихотворения Шамиссо появились отдельно впервые в 1831 году; потом вышли другие его стихотворения отдельными сборниками и затем много раз переиздавались, целиком или по частям (27-е издание сборника «Frauenliebe und Leben», иллюстрированное Thumann’ом, Лейпциг, 1898; «Lebenslieder und Bilder», 13 издание, также иллюстрированное Thumann’ом, Лейпциг, 1895).
Посвятил одну поэму Аббе Глуску, пионеру русско-еврейского просвещения во второй половине XVIII века, — «Абба Глуск» (1832), переведенную на древнееврейский язык («Наkarmel», 1871).

#### Переводы
С русского он перевёл поэму К. Ф. Рылеева «Войнаровский» и в пандан к нему написал стихотворение: «Bestujeff», в котором описывается встреча в Сибири одного немецкого путешественника, друга Шамиссо, с декабристом Александром Бестужевым, аналогичная встрече Войнаровского с Мюллером; оба стихотворения появились в свет под общим заглавием «Die Verbannten». Также Шамиссо перевел с русского балладу Пушкина «Ворон к ворону летит…».
С французского Шамиссо особенно охотно переводил любимого им П. Ж. Беранже.

### Собрания сочинений
Собрание сочинений в 6 томах («Chamisso’s Werke»), начатое им самим, было закончено в 1836—39 годах в Лейпциге уже после его смерти; последние 2 тома включают его переписку и биографию (6 изд., Лейпциг, 1874). Есть ещё издания под редакцией M. Koch (Штутгарт, 1898), Barteis (Лейпциг, 1899), Walzet (Штутгарт, без года) и др. Ни одно из них не полно: в них помещены только стихотворения, сказка и путешествие вокруг света.

### Шамиссо в русских переводах
Стихотворения и поэмы Шамиссо на русский язык переводили в XIX веке Василий Жуковский, Каролина Павлова, Дмитрий Ознобишин, в XX веке — Юлий Даниэль, Юрий Левин, Вячеслав Куприянов и др. Перевод баллады «Ночная прогулка» (нем. Nächtliche Fahrt; 1828), выполненный Д. Д. Минаевым и опубликованный в 1884 году в «Живописном обозрении», стал в скором времени русской народной песней — «Окрасился месяц багрянцем».
«История Петера Шлемиля» много раз переводилась на русский язык. После первого перевода 1841 года, опубликованного за подписью «Лев Самойлов», выходили также переводы:
- А. Н. Чудинова: «Чудесная история Петра Шлемиля» (1899)
- П. П. Потёмкина: «Петер Шлемиль. Чудесная история» (1910)
- А. В. Болдырева: «Удивительная история Петера Шлемиля» (1936)
- И. С. Татариновой: «Необычайные приключения Петера Шлемиля» (1955, несколько переизданий)
- Э. И. Ивановой: «Невероятная история Петера Шлемиля» (2010)

### Шамиссо и музыка
Музыку на стихи Шамиссо писали: Иоганнес Брамс, Бенджамин Бриттен, Хуго Вольф, Эдвард Григ, Иоанна Кинкель, Николай Метнер, Мориц Мошковский, Фридрих Ницше, Пригожий Я., Ханс Пфицнер, Макс Регер, Н. А. Римский-Корсаков, Рихард Штраус, Роберт Шуман и др. (подробнее см.: ).

## Память
- В 1888 году Шамиссо был поставлен памятник в Берлине.
- В честь естествоиспытателя назван остров в Чукотском море — остров Шамиссо.
- Швейцарский аниматор Жорж Швицгебель снял по сказке Шамиссо мультфильм «Человек без тени» (2004), удостоенный многих призов на кинофестивалях.

В честь Адельберта фон Шамиссо названы многие таксоны организмов. Некоторые из них:
Виды животных
- Philodryas chamissonis (Wiegmann, 1834) (змея рода Philodryas)[8]
- Ischyrocerus chamissoi Gurjanova, 1951 (рак-бокоплав надсемейства Photoidea)[9]

Роды растений
- Adelbertia Meisn. (1837) [= Meriania Sw.] (семейство Меластомовые)
- Camissonia Link (1818) (Кипрейные)
- Camissoniopsis W.L.Wagner & Hoch (2007) (Кипрейные)
- Chamissoa Kunth (1818) (Амарантовые)
- Chamissomneia Kuntze (1891) [= Schlechtendalia Less.] (Астровые)
- Chamissoniophila Brand (1929) [= Antiphytum DC. ex Meisn.] (Бурачниковые)

Виды растений
- Arnica chamissonis Less. (1831)
- Campanula chamissonis Fed. (1957) [≡ Campanula dasyantha subsp. chamissonis (Fed.) Victorov]
- Claytonia chamissoi Ledeb. ex Spreng. (1824) [≡ Montia chamissoi (Ledeb. ex Spreng.) Greene]
- Delphinium chamissonis Pritz. ex Walp. (1843)
- Draba chamissonis G.Don (1831)
- Eriophorum chamissonis C.A.Mey. (1831)
- Eritrichium chamissonis A.DC. (1846)
- Lonicera chamissoi Bunge ex Kirillov (1849)
- Pedicularis chamissonis Steven (1823)
- Potentilla chamissonis Hultén (1945)
- Ranunculus camissonis Schltdl. (1819) [≡ Ranunculus glacialis subsp. camissonis (Schltdl.) Hultén]
- Salix chamissonis Andersson (1868)